# Tautvydas Barštys

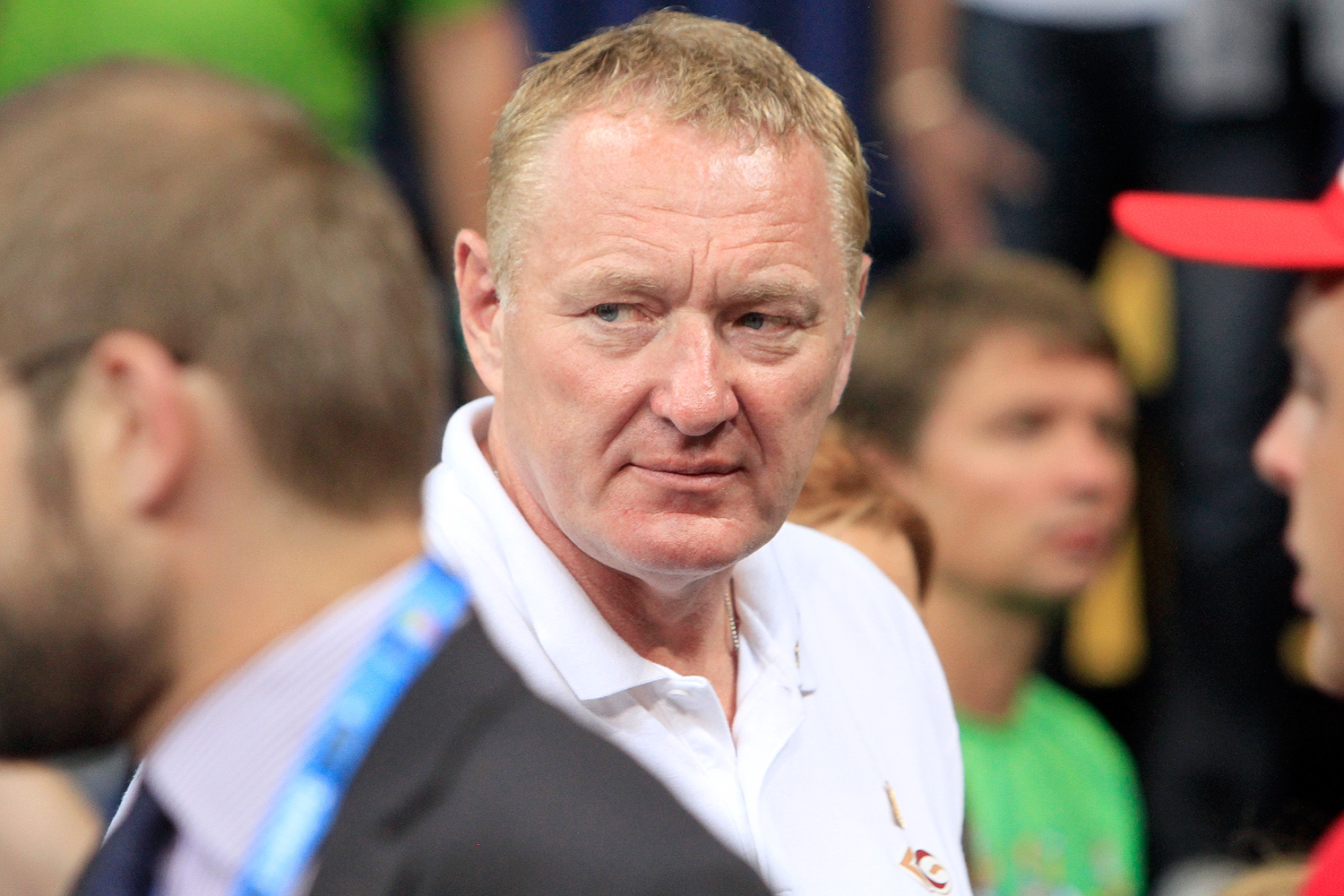
Tautvydas Barštys

Tautvydas Barštys (* 5. September 1958 in Balkasodis, Rajongemeinde Alytus) ist ein litauischer Manager und Unternehmer, liberaler Politiker von Kaunas.

## Leben
Nach der Mittelschule absolvierte Barštys 1977 das Politechnikum in Alytus und wurde Techniker und Mechaniker. 2005 absolvierte das MBA-Studium an der Technischen Universität Kaunas sowie 2009 das Masterstudium an der Lietuvos veterinarijos akademija (LVA). Am 23. Mai 2014 promovierte er an der Veterinärakademie der Universität für Gesundheitswissenschaften Litauens in Zootechnik zum Thema „Einfluss von Selen und Vitamin E für Produktivität, Verdauungsprozesse und Produktqualität von Masthähnchen-Broiler“. Sein Betreuer war Prof. Romas Gružauskas.
1993 gründete er das Unternehmen „Kauno grūdai“ und wurde Vorstandsvorsitzende der Unternehmensgruppe. Von 2003 bis 2007 war er Als Mitglied in der Liste von LLDP und seit 2007 ist er als Mitglied von Liberalų ir centro sąjunga Mitglied im Rat der Stadtgemeinde Kaunas.
Seit April 2006 leitet er als Präsident den litauischen Verband der Getreideverarbeitung (Lietuvos grūdų perdirbėjų asociacija).